# Pedro Espinosa

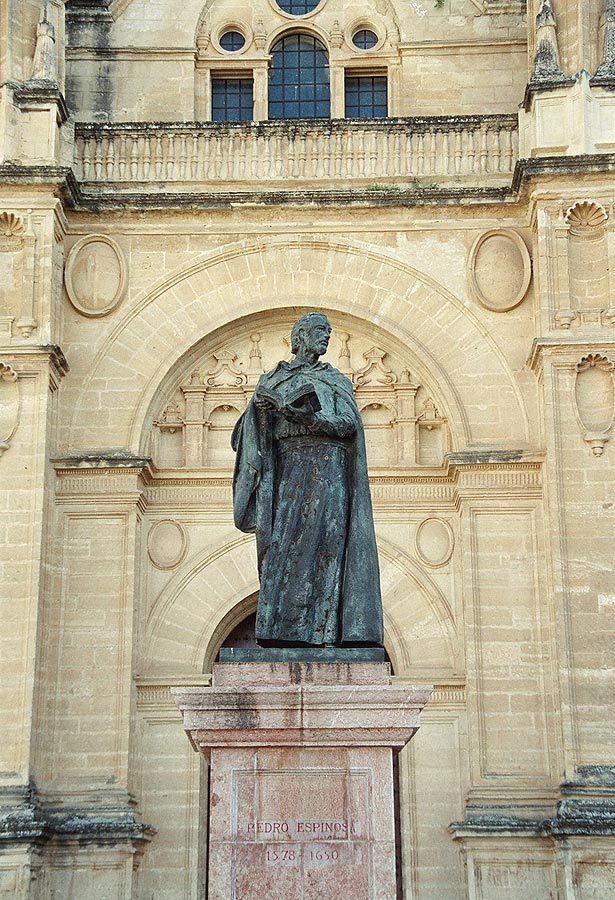
Statue Pedro Espinosas vor der Kirche Real Colegiata de Santa María la Mayor in Antequera

Pedro Espinosa (* 1578 in Antequera, Provinz Málaga; † 1650 in Sanlúcar de Barrameda, Provinz Cádiz) war ein humanistischer Schriftsteller und Dichter zur Zeit des  spanischen Barock.
Seine erste Ausbildung erhielt er in seiner andalusischen Heimatstadt Antequera. Daran anschließend besuchte er die Akademie für Poesie in Granada, wo er auch mit der Zusammenstellung seiner Anthologie spanischer Dichter („Flores de poetas ilustres“) begann. Das Werk umfasste nach Fertigstellung 228 Gedichte der bedeutendsten spanischen Poeten seiner Zeit. Veröffentlicht wurde es 1605 in Valladolid.
Eine nicht erwiderte Liebe zu einer Mitstudentin, der Poetin Cristobalina Fernández de Alarcón, veranlasste ihn gemäß zeitgenössischen Quellen dazu, sich aus dem weltlichen Leben zurückzuziehen. Er studierte Theologie und wurde schließlich zum Priester geweiht. Fortan unterzeichnete er Schriftstücke mit Pedro de Jesus. Er wurde zuerst Direktor der Schule von San Ildefonso und Kaplan im Dienst des Grafen von Niebla in der Provinz Huelva.
Nach seiner Rückkehr nach Antequera trat er der, an der Stiftskirche Real Colegiata de Santa María la Mayor gegründeten, Höheren Schule für Grammatik (La Collegial) bei. Aus dieser Gruppe ging die Schule der Dichter von Antequera hervor, zu deren bedeutendsten Vertretern Espinosa zählte. Pedro Espinosa war unter den ersten spanischen Dichtern, die den Alexandriner als Versmaß benutzten. Die Schaffenszeit der in Antequera versammelten humanistischen Dichter und Gelehrten gilt als die „Goldene Zeit“ der Stadt und trug ihr unter Zeitgenossen den Beinamen „andalusisches Athen“ ein.